# شهرداری لوبانا
شهرداری لوبانا (به لاتین: Lubāna Municipality) یک شهرداری در لتونی است. شهرداری لوبانا ۲٬۸۸۱ نفر جمعیت دارد.